# Mein Mann, das Wirtschaftswunder
Mein Mann, das Wirtschaftswunder ist eine deutsche Filmkomödie aus dem Jahr 1961. Die Regie führte Ulrich Erfurth, das Drehbuch schrieb Dieter Hildebrandt. Die Hauptrollen übernahmen Heinz Erhardt und Marika Rökk. Uraufführung war am 26. Januar 1961 in Frankfurt am Main, Metro im Schwan.

## Handlung
Der verwitwete Industrielle Alexander Engelmann hat eine 16-jährige, etwas vernachlässigte Tochter namens Julia. Da er für sie eine Mutter haben will, beschließt er die Schauspielerin Ilona Farkas zu heiraten, die er während einer Flugreise kennengelernt hat. Ohnehin ist sie Julias Idol.
Engelmanns Diener Paul überbringt Ilona dieses Angebot, die schließlich einwilligt, um dem arroganten Mann eine Lehre zu erteilen. Schon beim Hochzeitsfest stellt sie alles auf den Kopf, und bei Julias Geburtstag veranstaltet sie eine große Party. Engelmann macht ihr Vorhaltungen, worauf Ilona das Haus verlässt. Natürlich bleibt die Trennung nicht von Dauer, denn beide haben sich inzwischen wirklich ineinander verliebt, und auch Julia hat mit dem Journalisten Tommy den Mann fürs Leben gefunden.

## Lieder
- Heinz Erhardt: „Ach, wenn ich doch im Lotto sechs Richt'ge hätt“, „Immer noch 'nen Groschen für die Musikbox“
- Cornelia Froboess: „Gradeso – so wie du“
- Marika Rökk: „Hab'n wir das nötig gehabt“, „Tombalu“
- Marika Rökk und Cornelia Froboess: „Honky-Tonky-Tom“

## Kritiken
„Um seine halbwüchsige verwöhnte Tochter zur Raison zu bringen, schließt ein Industriekapitän mit einer Filmdiva eine Scheinehe. Die "Bekehrung" erfolgt mit den schwanküblichen Mitteln. Billige Komödie.“

„Glänzende Satire über das Wirtschaftswunderland, deren Drehbuch von Kabarettist Dieter Hildebrandt und Heinz Erhardt stammt, der als Chauffeur und Kumpel von Julia die dankbarste Rolle hat: Als Paul Korn war er Zahlmeister und Alexander der ihm zugeteilte Fahrer. Beide haben die Regimentskasse veruntreut. Ufa-Star Marika Rökk spielt als attraktive und temperamentvolle Schauspielerin sich selbst, und die Jungstars Cornelia Froboess und Helmut Lohner verdienen sich ihre ersten Sporen.“

„Von den satirischen Ansätzen des Drehbuchs, das von Kabarettist Dieter Hildebrandt stammt, ist wenig übriggeblieben.“